# فيلو ستار
فيلو ستار هو نادي كرة قدم غيني مقره في ابي. تُلعب مبارياتهم على أرضهم في ملعب سيفولاي ديالو الإقليمي. شعاره وألوانه الموحدة هي الأزرق والأسود.